# Torino Football Club 2025-2026
Questa voce raccoglie le informazioni riguardanti il Torino Football Club nelle competizioni ufficiali della stagione 2025-2026.

## Stagione
Nel 2025-2026 il Torino disputa il suo 82º campionato di Serie A, il 101º in massima divisione.
La stagione precedente, iniziata bene con la testa solitaria agli inizi del campionato, aveva visto una progressiva flessione dei risultati culminata nell'11º posto finale, risultato che costa la panchina a Paolo Vanoli dopo un solo anno in granata, il quale viene rimpiazzato da Marco Baroni, che ha lasciato la Lazio dopo non aver raggiunto la qualificazione alle competizioni europee, annunciato lo stesso giorno.
Il Toro parte per il ritiro precampionato a Prato allo Stelvio, località trentina in Val Venosta, dal 14 al 26 luglio 2025. La prima amichevole, disputata contro i tedeschi dell'Ingolstadt 04, militanti in 3. Liga, vede la squadra, per larghi tratti incompleta e raffazzonata, pareggiare 1-1, con gol del classe 2007 Gabellini, lanciato in Serie A da Vanoli l'anno prima. In seguito, sempre in Val Venosta, i granata disputano la loro seconda amichevole estiva, vinta 4-1 contro la Cremonese, con gol di Ilić, Adams, Tameze e Balcot. Entrambe le partite disputate a fine luglio contro il Monaco terminano con una sconfitta per 3-1 (gol di Gineitis alla prima amichevole e di Casadei alla seconda). L'ultimo impegno prestagionale vede il Torino perdere per 3-0 contro il Valencia nel Trofeo Naranja, mostrando diversi limiti soprattutto in difesa.
In Coppa Italia il cammino granata parte dai trentaduesimi, dove il Modena soccombe per 1-0 battuto da una rete di Vlašić.

## Divise e sponsor
Per la stagione 2025-2026 il main sponsor è Suzuki, per la tredicesima annata consecutiva, accompagnato da bet365 Scores, posto al di sotto del logo dello sponsor tecnico, Joma, alla sesta stagione di collaborazione con il club. Lo sleeve sponsor è JD Sports, mentre sul retro appare EdiliziAcrobatica.
La prima a venire presentata è la divisa da trasferta, resa nota il 4 luglio 2025 tramite i canali ufficiali della società. Il colore predominante, come da tradizione, è il bianco; la trama in granata che si descrive sulle maniche e le spalle richiama le venature del marmo, materiale edile facilmente riconoscibile nelle strutture architettoniche e nei monumenti della città di Torino. Il motivo è ripreso, in rilievo, anche sul busto. Sulla parte posteriore del colletto trova spazio la figura stilizzata della Mole Antonelliana e dei portici di Piazza Castello. I pantaloncini e i calzettoni sono granata ma vengono sovente utilizzati bianchi.
Il 23 luglio viene svelata la divisa di casa. In stile polo, si distingue per l'intensità della tonalità di granata che la caratterizza, molto più intensa rispetto alle passate versioni. Il colletto a scollo a V è impreziosito da dettagli neri, presenti anche sulle maniche; su queste ultime e sull'intero busto è descritta una trama a onde che dona alla divisa maggiore varietà cromatica e dinamismo. I pantaloncini sono bianchi e i calzettoni neri.
| Casa | Trasferta | Terza divisa |

## Organigramma societario
Dal sito internet ufficiale della società.
Consiglio d'Amministrazione
- Presidente: Urbano Cairo
- Consiglieri: Paolo Bellino, Roberto Cairo, Giuseppe Ferrauto, Uberto Fornara, Marco Pompignoli

Area Tecnica
- Responsabile Area Tecnica: Davide Vagnati
- Collaboratore Area Tecnica: Emiliano Moretti
- Segretario Generale: Andrea Bernardelli
- Team Manager: Alessandro Andreini

Area Corporate
- Direttore Commerciale: Lorenzo Barale
- Direttore Operativo & Rapporti Istituzioni e Media: Alberto Barile
- Direttore Amministrativo: Luca Boccone
- Direttore Marketing, Digital & Revenue Stadio: Luca Innocenti

Staff tecnico
- Allenatore: Marco Baroni
- Allenatore in seconda: Leonardo Colucci
- Collaboratori Tecnici: Umberto Romano, Giuseppe Martino
- Responsabile dei Preparatori Atletici: Andrea Petruolo
- Preparatori Atletici: Federico Di Dio, Enrico Busolin
- Preparatore Atletico Responsabile Recupero infortunati: Paolo Solustri
- Responsabile Preparatore dei Portieri: Matthias Castiglioni
- Preparatore dei Portieri: Fabio Ronzani
- Responsabile Match Analyst: Silvio Valanzano
- Match Analyst: Mattia Bastianelli

Staff medico
- Coordinatore e Responsabile sanitario: Paolo Minafra
- Medico Responsabile della Prima Squadra: Daniele Mozzone
- Medico Sociale e Consulente Ortopedico: Corrado Bertolo
- Nutrizionista: Antonio Ventura
- Responsabile della Fisioterapia, Fisioterapista e Osteopata: Alessandro Pernice
- Massofisioterapisti: Gianluca Beccia, Dario D'Onofrio, Giuseppe Gerundo
- Fisioterapisti: Riccardo Levrini, Gustavo Luiz Doprado Simonassi

## Rosa
| N. |                        | Ruolo | Calciatore                    |
| -- | ---------------------- | ----- | ----------------------------- |
| 1  | Italia (bandiera)      | P     | Alberto Paleari               |
| 3  | Paesi Bassi (bandiera) | D     | Perr Schuurs                  |
| 5  | Marocco (bandiera)     | D     | Adam Masina                   |
| 6  | Turchia (bandiera)     | C     | Emirhan İlkhan                |
| 7  | Marocco (bandiera)     | C     | Zakaria Aboukhlal             |
| 8  | Serbia (bandiera)      | C     | Ivan Ilić                     |
| 9  | Paraguay (bandiera)    | A     | Antonio Sanabria              |
| 10 | Croazia (bandiera)     | C     | Nikola Vlašić (vice capitano) |
| 13 | Cile (bandiera)        | D     | Guillermo Maripán             |
| 14 | Inghilterra (bandiera) | C     | Tino Anjorin                  |
| 15 | Georgia (bandiera)     | D     | Saba Sazonov                  |
| 16 | Norvegia (bandiera)    | D     | Marcus Pedersen               |
| 18 | Argentina (bandiera)   | A     | Giovanni Simeone              |
| 19 | Scozia (bandiera)      | A     | Ché Adams                     |
| 20 | Austria (bandiera)     | D     | Valentino Lazaro              |

| N. |                               | Ruolo | Calciatore              |
| -- | ----------------------------- | ----- | ----------------------- |
| 21 | Francia (bandiera)            | D     | Ali Dembélé             |
| 22 | Italia (bandiera)             | C     | Cesare Casadei          |
| 23 | Guinea Equatoriale (bandiera) | D     | Saúl Coco               |
| 26 | Belgio (bandiera)             | A     | Cyril Ngonge            |
| 34 | Italia (bandiera)             | D     | Cristiano Biraghi       |
| 44 | Albania (bandiera)            | D     | Ardian Ismajli          |
| 61 | Francia (bandiera)            | C     | Adrien Tameze           |
| 66 | Lituania (bandiera)           | C     | Gvidas Gineitis         |
| 71 | Romania (bandiera)            | P     | Mihai Popa              |
| 72 | Italia (bandiera)             | C     | Aaron Ciammaglichella   |
| 81 | Uruguay (bandiera)            | P     | Franco Israel           |
| 83 | Moldavia (bandiera)           | C     | Sergiu Perciun          |
| 86 | Italia (bandiera)             | A     | Tommaso Gabellini       |
| 91 | Colombia (bandiera)           | A     | Duván Zapata (capitano) |
| 92 | Svezia (bandiera)             | A     | Alieu Njie              |

## Calciomercato

### Sessione estiva(dal 01/07 al 01/09)
| Acquisti         | Acquisti              | Acquisti         | Acquisti                                       |
| R.               | Nome                  | da               | Modalità                                       |
| ---------------- | --------------------- | ---------------- | ---------------------------------------------- |
| P                | Franco Israel         | Sporting Lisbona | definitivo (4,5 milioni €)                     |
| D                | Brian Bayeye          | Radnički Niš     | fine prestito                                  |
| D                | Cristiano Biraghi     | Fiorentina       | diritto di riscatto esercitato (100 mila €)    |
| D                | Ardian Ismajli        |                  | svincolato                                     |
| D                | Marcus Pedersen       | Feyenoord        | obbligo di riscatto esercitato (3,5 milioni €) |
| D                | Saba Sazonov          | Empoli           | fine prestito                                  |
| C                | Zakaria Aboukhlal     | Tolosa           | definitivo (8 milioni €)                       |
| C                | Tino Anjorin          | Empoli           | prestito con obbligo di riscatto               |
| C                | Aaron Ciammaglichella | Ternana          | fine prestito                                  |
| A                | Cyril Ngonge          | Napoli           | prestito con diritto di riscatto               |
| A                | Pietro Pellegri       | Empoli           | fine prestito                                  |
| A                | Demba Seck            | Catanzaro        | fine prestito                                  |
| A                | Giovanni Simeone      | Napoli           | prestito con obbligo di riscatto               |
| Altre operazioni |                       |                  |                                                |
| R.               | Nome                  | da               | Modalità                                       |
| P                | Mihai Popa            | CFR Cluj         | fine prestito                                  |
| D                | Jacopo Antolini       | Pro Vercelli     | fine prestito                                  |
| D                | Côme Bianay Balcot    | Triestina        | fine prestito                                  |
| D                | Alessandro Dellavalle | Modena           | fine prestito                                  |
| D                | Kevin Haveri          | Messina          | fine prestito                                  |
| D                | Ange N'Guessan        | Bravo            | fine prestito                                  |
| C                | Tommaso Di Marco      | Feralpisalò      | fine prestito                                  |
| C                | Jonathan Silva        | Crotone          | fine prestito                                  |
| A                | Francesco Dell'Aquila | Messina          | fine prestito                                  |
| A                | Cristian Padula       | Giugliano        | fine prestito                                  |
| A                | Nicola Rauti          | Vicenza          | fine prestito                                  |

| Cessioni         | Cessioni               | Cessioni       | Cessioni                                          |
| R.               | Nome                   | a              | Modalità                                          |
| ---------------- | ---------------------- | -------------- | ------------------------------------------------- |
| P                | Antonio Donnarumma     | Salernitana    | definitivo                                        |
| P                | Vanja Milinković-Savić | Napoli         | prestito con obbligo di riscatto                  |
| D                | Brian Bayeye           |                | rescissione consensuale                           |
| D                | Borna Sosa             | Ajax           | fine prestito                                     |
| D                | Sebastian Walukiewicz  | Sassuolo       | prestito con diritto di riscatto                  |
| C                | Eljif Elmas            | RB Lipsia      | fine prestito                                     |
| C                | Karol Linetty          |                | svincolato                                        |
| C                | Samuele Ricci          | Milan          | definitivo (25 milioni €)                         |
| A                | Yann Karamoh           |                | svincolato                                        |
| A                | Pietro Pellegri        | Empoli         | prestito con obbligo di riscatto                  |
| A                | Demba Seck             | Partizan       | prestito con diritto di riscatto                  |
| Altre operazioni |                        |                |                                                   |
| R.               | Nome                   | a              | Modalità                                          |
| D                | Jacopo Antolini        | Pergolettese   | prestito                                          |
| D                | Alessandro Dellavalle  | Modena         | prestito                                          |
| D                | Kevin Haveri           | Livorno        | definitivo                                        |
| D                | Rodrigo Mendes         | Santa Clara    | definitivo                                        |
| D                | Senan Mullen           | Mantova        | prestito con diritto di riscatto e controriscatto |
| D                | Ange N'Guessan         | Slovan Liberec | prestito con diritto di riscatto                  |
| C                | Marco Dalla Vecchia    | Entella        | prestito                                          |
| C                | Tommaso Di Marco       | Ravenna        | prestito                                          |
| C                | Jonathan Silva         | Padova         | prestito                                          |
| A                | Alessio Cacciamani     | Juve Stabia    | prestito                                          |
| A                | Francesco Dell'Aquila  | Arezzo         | prestito                                          |
| A                | Marco Longoni          | Ternana        | definitivo                                        |
| A                | Cristian Padula        | Campobasso     | prestito                                          |
| A                | Nicola Rauti           | Vicenza        | prestito con obbligo di riscatto                  |
| A                | Amine Salama           | Stade Reims    | fine prestito                                     |

### Sessione invernale(dal 02/01/26 al 02/02/26)
| Acquisti         | Acquisti         | Acquisti         | Acquisti         |
| R.               | Nome             | da               | Modalità         |
| Altre operazioni | Altre operazioni | Altre operazioni | Altre operazioni |
| R.               | Nome             | da               | Modalità         |
| ---------------- | ---------------- | ---------------- | ---------------- |

| Cessioni         | Cessioni         | Cessioni         | Cessioni         |
| R.               | Nome             | a                | Modalità         |
| Altre operazioni | Altre operazioni | Altre operazioni | Altre operazioni |
| R.               | Nome             | a                | Modalità         |
| ---------------- | ---------------- | ---------------- | ---------------- |

## Risultati

### Serie A

#### Girone di andata
| Milano 25 agosto 2025, ore 20:45 CEST 1ª giornata | Inter             | – referto | Torino | San Siro\| Arbitro: \| La Penna (Roma 1) \| |
| Arbitro:                                          | La Penna (Roma 1) |           |        |                                             |

| Torino 31 agosto 2025, ore 18:30 CEST 2ª giornata | Torino | – referto | Fiorentina | Olimpico Grande Torino |

| Roma 14 settembre 2025, ore 12:30 CEST 3ª giornata | Roma | – referto | Torino | Olimpico |

| Torino 21 settembre 2025 4ª giornata | Torino | – referto | Atalanta | Olimpico Grande Torino |

| Parma 28 settembre 2025 5ª giornata | Parma | – referto | Torino | Ennio Tardini |

| Roma 5 ottobre 2025 6ª giornata | Lazio | – referto | Torino | Olimpico |

| Torino 19 ottobre 2025 7ª giornata | Torino | – referto | Napoli | Olimpico Grande Torino |

| Torino 26 ottobre 2025 8ª giornata | Torino | – referto | Genoa | Olimpico Grande Torino |

| Bologna 29 ottobre 2025 9ª giornata | Bologna | – referto | Torino | Renato Dall'Ara |

| Torino 2 novembre 2025 10ª giornata | Torino | – referto | Pisa | Olimpico Grande Torino |

| Torino 9 novembre 2025 11ª giornata | Juventus | – referto | Torino | Allianz Stadium |

| Torino 23 novembre 2025 12ª giornata | Torino | – referto | Como | Olimpico Grande Torino |

| Lecce 30 novembre 2025 13ª giornata | Lecce | – referto | Torino | Via del mare |

| Torino 7 dicembre 2025 14ª giornata | Torino | – referto | Milan | Olimpico Grande Torino |

| Torino 14 dicembre 2025 15ª giornata | Torino | – referto | Cremonese | Olimpico Grande Torino |

| Reggio Emilia 21 dicembre 2025 16ª giornata | Sassuolo | – referto | Torino | Mapei Stadium |

| Torino 28 dicembre 2025 17ª giornata | Torino | – referto | Cagliari | Olimpico Grande Torino |

| Verona 3 gennaio 2026 18ª giornata | Verona | – referto | Torino | Marcantonio Bentegodi |

| Torino 6 gennaio 2026 19ª giornata | Torino | – referto | Udinese | Olimpico Grande Torino |

#### Girone di ritorno
| Bergamo 11 gennaio 2026 20ª giornata | Atalanta | – referto | Torino | Gewiss Stadium |

| Torino 18 gennaio 2026 21ª giornata | Torino | – referto | Roma | Olimpico Grande Torino |

| Como 25 gennaio 2026 22ª giornata | Como | – referto | Torino | Giuseppe Sinigaglia |

| Torino 1º febbraio 2026 23ª giornata | Torino | – referto | Lecce | Olimpico Grande Torino |

| Firenze 8 febbraio 2025 24ª giornata | Fiorentina | – referto | Torino | Artemio Franchi |

| Torino 15 febbraio 2026 25ª giornata | Torino | – referto | Bologna | Olimpico Grande Torino |

| Genova 22 febbraio 2025 26ª giornata | Genoa | – referto | Torino | Luigi Ferraris |

| Torino 1º marzo 2026 27ª giornata | Torino | – referto | Lazio | Olimpico Grande Torino |

| Napoli 8 marzo 2026 28ª giornata | Napoli | – referto | Torino | Diego Armando Maradona |

| Torino 15 marzo 2026 29ª giornata | Torino | – referto | Parma | Olimpico Grande Torino |

| Milano 22 marzo 2026 30ª giornata | Milan | – referto | Torino | San Siro |

| Pisa 4 aprile 2026 31ª giornata | Pisa | – referto | Torino | Arena Garibaldi-Romeo Anconetani |

| Torino 12 aprile 2026 32ª giornata | Torino | – referto | Verona | Olimpico Grande Torino |

| Cremona 19 aprile 2026 33ª giornata | Cremonese | – referto | Torino | Giovanni Zini |

| Torino 26 aprile 2026 34ª giornata | Torino | – referto | Inter | Olimpico Grande Torino |

| Udine 3 maggio 2025 35ª giornata | Udinese | – referto | Torino | Bluenergy Stadium |

| Torino 10 maggio 2026 36ª giornata | Torino | – referto | Sassuolo | Olimpico Grande Torino |

| Cagliari 17 maggio 2026 37ª giornata | Cagliari | – referto | Torino | Unipol Domus |

| Torino 24 maggio 2026 38ª giornata | Torino | – referto | Juventus | Olimpico Grande Torino |

### Coppa Italia

#### Turni eliminatori
| Arbitro: | Tremolada (Monza) |

|            |           |  |
| Vlašić 51’ | Marcatori |  |

| Torino settembre 2025 Sedicesimi | Torino | – | Pisa | Olimpico Grande Torino |

## Statistiche

### Statistiche di squadra
| Competizione | Punti | In casa | In casa | In casa | In casa | In casa | In casa | In trasferta | In trasferta | In trasferta | In trasferta | In trasferta | In trasferta | Totale | Totale | Totale | Totale | Totale | Totale | DR |
| Competizione | Punti | G       | V       | N       | P       | Gf      | Gs      | G            | V            | N            | P            | Gf           | Gs           | G      | V      | N      | P      | Gf     | Gs     | DR |
| ------------ | ----- | ------- | ------- | ------- | ------- | ------- | ------- | ------------ | ------------ | ------------ | ------------ | ------------ | ------------ | ------ | ------ | ------ | ------ | ------ | ------ | -- |
| Serie A      | -     | 0       | 0       | 0       | 0       | 0       | 0       | 0            | 0            | 0            | 0            | 0            | 0            | 0      | 0      | 0      | 0      | 0      | 0      | 0  |
| Coppa Italia | -     | 1       | 1       | 0       | 0       | 1       | 0       | 0            | 0            | 0            | 0            | 0            | 0            | 1      | 1      | 0      | 0      | 1      | 0      | +1 |
| Totale       | -     | 1       | 1       | 0       | 0       | 1       | 0       | 0            | 0            | 0            | 0            | 0            | 0            | 1      | 1      | 0      | 0      | 1      | 0      | +1 |

### Andamento in campionato
| Giornata  | 1 | 2 | 3 | 4 | 5 | 6 | 7 | 8 | 9 | 10 | 11 | 12 | 13 | 14 | 15 | 16 | 17 | 18 | 19 | 20 | 21 | 22 | 23 | 24 | 25 | 26 | 27 | 28 | 29 | 30 | 31 | 32 | 33 | 34 | 35 | 36 | 37 | 38 |
| --------- | - | - | - | - | - | - | - | - | - | -- | -- | -- | -- | -- | -- | -- | -- | -- | -- | -- | -- | -- | -- | -- | -- | -- | -- | -- | -- | -- | -- | -- | -- | -- | -- | -- | -- | -- |
| Luogo     | T | C | T | C | T | T | C | C | T | C  | T  | C  | T  | C  | C  | T  | C  | T  | C  | T  | C  | T  | C  | T  | C  | T  | C  | T  | C  | T  | T  | C  | T  | C  | T  | C  | T  | C  |
| Risultato |   |   |   |   |   |   |   |   |   |    |    |    |    |    |    |    |    |    |    |    |    |    |    |    |    |    |    |    |    |    |    |    |    |    |    |    |    |    |
| Posizione |   |   |   |   |   |   |   |   |   |    |    |    |    |    |    |    |    |    |    |    |    |    |    |    |    |    |    |    |    |    |    |    |    |    |    |    |    |    |

Legenda:

Luogo: C = Casa; T = Trasferta. Risultato: V = Vittoria; N = Pareggio; P = Sconfitta.

### Statistiche dei giocatori
Sono in corsivo i calciatori che hanno lasciato la squadra a stagione in corso.
| Giocatore    | Serie A  | Serie A | Serie A     | Serie A    | Coppa Italia | Coppa Italia | Coppa Italia | Coppa Italia | Totale   | Totale | Totale      | Totale     |
| Giocatore    | Presenze | Reti    | Ammonizioni | Espulsioni | Presenze     | Reti         | Ammonizioni  | Espulsioni   | Presenze | Reti   | Ammonizioni | Espulsioni |
| ------------ | -------- | ------- | ----------- | ---------- | ------------ | ------------ | ------------ | ------------ | -------- | ------ | ----------- | ---------- |
| Z. Aboukhlal | 0        | 0       | 0           | 0          | 1            | 0            | 0            | 0            | 1        | 0      | 0           | 0          |
| C. Adams     | 0        | 0       | 0           | 0          | 1            | 0            | 0            | 0            | 1        | 0      | 0           | 0          |
| T. Anjorin   | 0        | 0       | 0           | 0          | 1            | 0            | 1            | 0            | 1        | 0      | 1           | 0          |
| C. Biraghi   | 0        | 0       | 0           | 0          | 1            | 0            | 0            | 0            | 1        | 0      | 0           | 0          |
| C. Casadei   | 0        | 0       | 0           | 0          | 1            | 0            | 0            | 0            | 1        | 0      | 0           | 0          |
| S. Coco      | 0        | 0       | 0           | 0          | 1            | 0            | 0            | 0            | 1        | 0      | 0           | 0          |
| G. Gineitis  | 0        | 0       | 0           | 0          | 1            | 0            | 0            | 0            | 1        | 0      | 0           | 0          |
| E. İlkhan    | 0        | 0       | 0           | 0          | 1            | 0            | 1            | 0            | 1        | 0      | 1           | 0          |
| F. Israel    | 0        | -0      | 0           | 0          | 1            | -0           | 0            | 0            | 1        | -0     | 0           | 0          |
| V. Lazaro    | 0        | 0       | 0           | 0          | 1            | 0            | 0            | 0            | 1        | 0      | 0           | 0          |
| A. Masina    | 0        | 0       | 0           | 0          | 1            | 0            | 0            | 0            | 1        | 0      | 0           | 0          |
| C. Ngonge    | 0        | 0       | 0           | 0          | 1            | 0            | 1            | 0            | 1        | 0      | 1           | 0          |
| M. Pedersen  | 0        | 0       | 0           | 0          | 1            | 0            | 0            | 0            | 1        | 0      | 0           | 0          |
| G. Simeone   | 0        | 0       | 0           | 0          | 1            | 0            | 0            | 0            | 1        | 0      | 0           | 0          |
| N. Vlašić    | 0        | 0       | 0           | 0          | 1            | 1            | 0            | 0            | 1        | 1      | 0           | 0          |
| D. Zapata    | 0        | 0       | 0           | 0          | 1            | 0            | 0            | 0            | 1        | 0      | 0           | 0          |